# 林明江
林明江（1945年—），汉族，中华人民共和国政治人物，中国侨联顾问、中国侨联原副主席，中国共产党党员，第十一届全国政协委员。

## 生平
2008年，当选第十一届全国政协常务委员，代表中华全国归国华侨联合会，分入第二十五组。并担任港澳台侨委员会专委。